# Yaba Badoe
Yaba Badoe (née en 1955) est une cinéaste documentariste, journaliste et auteure ghanéenne-britannique. 

## Carrière
Yaba Badoe est née à Tamale, dans la région du Nord du Ghana. Elle a quitté le Ghana pour faire ses études en Grande-Bretagne à un très jeune âge. Diplômée du King's College de Cambridge, Badoe a travaillé comme fonctionnaire au ministère des Affaires étrangères du Ghana, avant de commencer sa carrière dans le journalisme en tant que stagiaire à la BBC. Elle a également été chercheuse à l'Institut d'études africaines de l'université du Ghana. Elle a enseigné en Espagne et en Jamaïque et a travaillé comme productrice et réalisatrice de documentaires pour plusieurs chaînes de télévision britanniques. Parmi ses oeuvres figurent: Black and White (1987), une enquête sur la race et le racisme à Bristol, utilisant des caméras cachées pour BBC One ; I Want Your Sex (1991), un documentaire artistique explorant les images et les mythes entourant la sexualité noire dans l'art, la littérature, le cinéma et la photographie occidentaux, pour Channel 4 ; et la série en six parties Voluntary Service Overseas pour ITV en 2002.  
Yaba Badoe est également écrivaine. Son premier roman, True Murder, est publié à Londres par Jonathan Cape en 2009. Sa nouvelle « The Rivals » est incluse dans l'anthologie African Love Stories (Ayebia, 2006), éditée par Ama Ata Aidoo,. Elle est également l'auteure d'un livre pour enfants intitulé Title Jigsaw of Fire and Stars. 
Badoe a dirigé et co-produit, avec Amina Maman le film documentaire The Witches of Gambaga, qui a remporté le prix du meilleur documentaire au Black International Film Festival en 2010, et a reçu le second prix dans la section Documentaire du Festival panafricain du cinéma et de la télévision de Ouagadougou (FESPACO) en 2011. Son film le plus récent, sorti en 2014, est intitulé The Art of Ama Ata Aidoo (en),.
En 2016, elle a participé à « Telling Our Stories of Home: Exploring and Celebrating Changing African and Africa-Diaspora Communities » à Chapel Hill, NC.  
Elle est une contributrice de l'anthologie 2019 New Daughters of Africa, éditée par Margaret Busby.

## Filmographie
- A Time of Hope (1983)
- Crowning Glory (1986)
- Black and White (1987)
- I Want Your Sex (1991)
- Supercrips and Rejects (1996)
- Race in the Frame (1996)
- A Commitment to Care – The Capable State (1997)
- Am I My Brother’s Keeper? (2002)
- Voluntary Service Overseas (2002)
- One to One (2003)
- Secret World of Voodoo: Africa – Coming Home (2006)
- Honorable Women (2010)
- The Witches of Gambaga (2010)
- The Art of Ama Ata Aidoo (2014)

## Publications
- True Murder (Jonathan Cape, 2009)
- A Jigsaw of Fire and Stars (Zephyr / Head of Zeus, 2017) [15]
- The Secret of the Purple Lake (Cassava Republic Press, 2017), cinq histoires liées [16]
- Wolf Light (Tête de Zeus, 2019)